# Eli Junior Kroupi
Eli Junior Kroupi (Lorient, 23 giugno 2006) è un calciatore francese, attaccante del Bournemouth.

## Biografia
È figlio dell'ex calciatore ivoriano Élie Kroupi.

## Caratteristiche tecniche
Nasce come esterno offensivo, ma è anche in grado di ricoprire il ruolo di prima punta. Veloce, tecnico, ed in possesso di un buon fiuto per il gol, viene paragonato a Kylian Mbappé.

## Carriera

### Club
Prodotto del settore giovanile del Lorient, ha firmato il suo primo contratto professionistico nell'estate 2022.
Nell'aprile 2023 ha ottenuto la sua prima concovazione in prima squadra, per l'incontro di Ligue 1 contro l'Olympique Marsiglia. Il debutto è avvenuto invece il 3 giugno 2023, contro lo Strasburgo. Grazie all'esordio, Kroupi è diventato, all'età di 16 anni e 345 giorni, il terzo giocatore più giovane ad esordire, dietro solamente a Warren Zaïre-Emery e Leny Yoro. 
Trova il primo gol da professionista il 23 settembre seguente, nella sfida contro il Nantes persa in trasferta con il risultato di 5-3. Si ripete l'8 ottobre, con una doppietta nella partita contro il Lione pareggiata per 3-3. Termina la sua prima stagione in Ligue 1 con 5 goal e 3 assist in 30 gare.
Il 3 febbraio 2025 viene acquistato dal Bournemouth, in Premier League, rimanendo in prestito al Lorient fino al termine della stagione 2024-2025.

### Nazionale
Ha giocato nelle nazionali giovanili francesi, ricevendo la prima chiamata con l'Under-16 nell'ottobre 2021.
L'anno seguente ottiene la convocazione nell'Under-17, con cui ha segnato 9 gol nelle prime 9 presenze. Nel maggio del 2023 è stato selezionato da Jean-Luc Vannuchi per il campionato europeo di categoria; è stato tuttavia costretto a rinunciarvi, con la squadra che ha successivamente raggiunto la finale della competizione.
Tra il 2023 e il 2025 gioca rispettivamente per l'Under-18, Under-19 e Under-20.

## Statistiche

### Presenze e reti nei club
Statistiche aggiornate al 30 maggio 2025.
| Stagione        | Squadra         | Campionato      | Campionato | Campionato | Coppe nazionali | Coppe nazionali | Coppe nazionali | Coppe continentali | Coppe continentali | Coppe continentali | Altre coppe | Altre coppe | Altre coppe | Totale | Totale | Totale |
| Stagione        | Squadra         | Comp            | Pres       | Reti       | Comp            | Pres            | Reti            | Comp               | Pres               | Reti               | Comp        | Pres        | Reti        | Pres   | Reti   |        |
| --------------- | --------------- | --------------- | ---------- | ---------- | --------------- | --------------- | --------------- | ------------------ | ------------------ | ------------------ | ----------- | ----------- | ----------- | ------ | ------ | ------ |
| 2022-2023       | Lorient         | L1              | 1          | 0          | CF              | 0               | 0               | -                  | -                  | -                  | -           | -           | -           | 1      | 0      |        |
| 2023-2024       | Lorient         | L1              | 30         | 5          | CF              | 1               | 0               | -                  | -                  | -                  | -           | -           | -           | 31     | 5      |        |
| 2024-2025       | Lorient         | L2              | 30         | 22         | CF              | 2               | 1               | -                  | -                  | -                  | -           | -           | -           | 32     | 23     |        |
| Totale carriera | Totale carriera | Totale carriera | 61         | 27         |                 | 3               | 1               |                    | -                  | -                  |             | -           | -           | 64     | 28     |        |

## Palmarès

### Club

#### Competizioni nazionali
- Campionato francese di seconda divisione: 1

Lorient: 2024-2025

### Individuale
- Capocannoniere del campionato francese di seconda divisione: 1

2024-2025 (22 reti)